# Coupe du monde de rugby à XIII en fauteuil roulant 2021
Pour l'édition féminine concomitante voir Coupe du monde féminine de rugby à XIII 2021 et pour l'édition masculine concomitante voir Coupe du monde de rugby à XIII 2021
Navigation
Édition précédente
La Coupe du monde de rugby à XIII en fauteuil roulant 2021, quatrième édition, se déroule du 3 novembre 2022 au 18 novembre 2022 en Angleterre. Il est ainsi décidé que les éditions suivantes se dérouleront sur un cycle quadriennal.  L'évènement est conjoint avec l'édition masculine et édition féminine.
Prévue initialement en 2021, l'édition est décalée d'une année en 2022 en raison de la Pandémie de Covid-19 au Royaume-Uni.

## Acteurs de la Coupe du monde

### Les équipes qualifiées
L'Angleterre, en tant que nation hôte, et la France, en tant que détenteur du titre, sont qualifiés d'office pour cette édition. Les six autres nations ont été invitées à la suite de leurs dépôts de candidatures et furent sélectionnées en fonction de critères liés aux infrastructures et leurs projets de développement. La Norvège, initialement invitée, déclare forfait en raison de problèmes liés à la pandémie COVID-19 et a été remplacée par l'Irlande.
| - Angleterre - Australie - Écosse - Espagne | - États-Unis - France - Irlande - Pays de Galles |

## Déroulement de la compétition

### 1ertour

#### Groupe A
| Groupe A |            |   |   |   |   |     |     |     |
|          | Équipe     | J | V | N | D | PP  | PC  | Pts |
| 1        | Angleterre | 3 | 3 | 0 | 0 | 263 | 20  | 6   |
| 2        | Australie  | 3 | 2 | 0 | 1 | 136 | 88  | 4   |
| 3        | Espagne    | 3 | 1 | 0 | 2 | 99  | 188 | 2   |
| 4        | Irlande    | 3 | 0 | 0 | 3 | 50  | 252 | 0   |

| 3 novembre | Irlande    | 32 - 55  | Espagne   | Copper Box, Londres |
| 3 novembre | Angleterre | 38 - 8   | Australie | Copper Box, Londres |
| 6 novembre | Angleterre | 104 - 12 | Espagne   | Copper Box, Londres |
| 6 novembre | Australie  | 76 - 18  | Irlande   | Copper Box, Londres |
| 9 novembre | Australie  | 52 - 32  | Espagne   | Copper Box, Londres |
| 9 novembre | Angleterre | 121 - 0  | Irlande   | Copper Box, Londres |

Le premier match de cette poule voit une demi-surprise avec la victoire des nouveaux venus : les Espagnols. La rencontre ensuite entre l'Angleterre et l'Australie déclenche un succès populaire retentissant avec un record de 3 033 spectateurs présents.

#### Groupe B
| Groupe B |                |   |   |   |   |     |     |     |
|          | Équipe         | J | V | N | D | PP  | PC  | Pts |
| 1        | France         | 3 | 3 | 0 | 0 | 350 | 27  | 6   |
| 2        | Pays de Galles | 3 | 2 | 0 | 1 | 126 | 222 | 4   |
| 3        | États-Unis     | 3 | 1 | 0 | 2 | 68  | 157 | 2   |
| 4        | Écosse         | 3 | 0 | 0 | 3 | 92  | 212 | 0   |

| 4 novembre  | France         | 158 - 6 | Pays de Galles | English Institute of Sport, Sheffield |
| 4 novembre  | Écosse         | 41 - 62 | États-Unis     | English Institute of Sport, Sheffield |
| 7 novembre  | France         | 80 - 15 | Écosse         | English Institute of Sport, Sheffield |
| 7 novembre  | Pays de Galles | 50 - 32 | États-Unis     | English Institute of Sport, Sheffield |
| 10 novembre | France         | 116 - 6 | États-Unis     | English Institute of Sport, Sheffield |
| 10 novembre | Pays de Galles | 70 - 36 | Écosse         | English Institute of Sport, Sheffield |

La France fait une entrée fracassante dans le tournoi en écrasant le Pays de Galles. Les États-Unis triomphant des Écossais. 

### Tableau final
|  | Demi-finales                                        | Demi-finales                                        |        |     | Finale                                       | Finale                                       |
|  | Demi-finales                                        | Demi-finales                                        |        |     | Finale                                       | Finale                                       |
|  |                                                     |                                                     |        |     |                                              |                                              |
|  | 12 novembre - English Institute of Sport, Sheffield | 12 novembre - English Institute of Sport, Sheffield |        |     | 18 novembre - Manchester Central, Manchester | 18 novembre - Manchester Central, Manchester |
|  | 12 novembre - English Institute of Sport, Sheffield | 12 novembre - English Institute of Sport, Sheffield |        |     | 18 novembre - Manchester Central, Manchester | 18 novembre - Manchester Central, Manchester |
|  | France                                              | 84                                                  |        |     | 18 novembre - Manchester Central, Manchester | 18 novembre - Manchester Central, Manchester |
|  | France                                              | 84                                                  |        |     | 18 novembre - Manchester Central, Manchester | 18 novembre - Manchester Central, Manchester |
|  | Australie                                           | 40                                                  |        |     | 18 novembre - Manchester Central, Manchester | 18 novembre - Manchester Central, Manchester |
|  | Australie                                           | 40                                                  | France | 24  |                                              |                                              |
|  | 12 novembre - English Institute of Sport, Sheffield |                                                     | France | 24  |                                              |                                              |
|  |                                                     | Angleterre                                          | 28     |     |                                              |                                              |
|  | Angleterre                                          | Angleterre                                          | 28     | 125 |                                              |                                              |
|  | Angleterre                                          |                                                     |        | 125 |                                              |                                              |
|  | Pays de Galles                                      | 22                                                  |        |     |                                              |                                              |
|  | Pays de Galles                                      | 22                                                  |        |     |                                              |                                              |

## Bilan de la Coupe du monde

### Joueurs en évidence

#### Meilleurs marqueurs d'essais
| Rang | Joueur           | Équipe     | Essais | MJ |
| ---- | ---------------- | ---------- | ------ | -- |
| 1    | Moustafa Abassi  | France     | 17     | 5  |
| 1    | Jack Brown       | Angleterre | 17     | 5  |
| 3    | Jérémy Bourson   | France     | 15     | 4  |
| 4    | Joy Coyd         | Angleterre | 12     | 5  |
| 5    | Lionel Alazard   | France     | 8      | 4  |
| 5    | Jeffery Townsend | États-Unis | 8      | 3  |

#### Meilleurs scoreurs
| Rang | Joueur          | Équipe     | Points | Essais | Buts | Drops | Matches joués |
| ---- | --------------- | ---------- | ------ | ------ | ---- | ----- | ------------- |
| 1    | Lionel Alazard  | France     | 92     | 8      | 30   | -     | 4             |
| 2    | Nathan Collins  | Angleterre | 88     | 6      | 32   | -     | 5             |
| 3    | Moustafa Abassi | France     | 68     | 17     | -    | -     | 5             |
| 3    | Jack Brown      | Angleterre | 68     | 17     | -    | -     | 5             |
| 5    | Jérémy Bourson  | France     | 60     | 15     | -    | -     | 4             |

## Médias
Au Royaume-Uni, la compétition est retransmise par la BBC. Cette dernière ne fait pas de distinction entre la compétition masculine , féminine et fauteuil.
En France, à peine plus d'un mois avant le début de l'épreuve, on apprend que Beinsport et Sport en France diffuseront des matchs de la coupe du monde, probablement l'intégralité des matchs pour la première,. Vià Occitanie fait une annonce similaire quelques jours avant le début de la compétition masculine. Un doute subsiste néanmoins pour la coupe « Fauteuil » ; plutôt que l'intégralité des matchs, ce seraient les matchs « importants » qui seraient seulement diffusés. Voire uniquement les matchs de l'équipe de France.